# Boxning vid olympiska sommarspelen 1964
Boxningen vid olympiska sommarspelen 1964 i Tokyo innehöll 10 olika viktklasser och var endast öppen för herrar. Sovjetunionen tog flest medaljer, och tvåa i medaljligan kom Polen.

## Medaljtabell
| Klass                       | Guld                                 | Silver                              | Brons                             |
| Flugvikt Detaljer...        | Fernando Atzori · Italien            | Artur Olech · Polen                 | Robert Carmody · USA              |
| Flugvikt Detaljer...        | Fernando Atzori · Italien            | Artur Olech · Polen                 | Stanislav Sorokin · Sovjetunionen |
| Bantamvikt Detaljer...      | Takao Sakurai · Japan                | Chung Shin-Cho · Sydkorea           | Juan Fabila Mendoza · Mexiko      |
| Bantamvikt Detaljer...      | Takao Sakurai · Japan                | Chung Shin-Cho · Sydkorea           | Washington Rodríguez · Uruguay    |
| Fjädervikt Detaljer...      | Stanislav Stepashkin · Sovjetunionen | Anthony Villanueva · Filippinerna   | Heinz Schulz · Tyskland           |
| Fjädervikt Detaljer...      | Stanislav Stepashkin · Sovjetunionen | Anthony Villanueva · Filippinerna   | Charles Brown · USA               |
| Lättvikt Detaljer...        | Józef Grudzień · Polen               | Velikton Barannikov · Sovjetunionen | Jim McCourt · Irland              |
| Lättvikt Detaljer...        | Józef Grudzień · Polen               | Velikton Barannikov · Sovjetunionen | Ronald Allen Harris · USA         |
| Lätt weltervikt Detaljer... | Jerzy Kulej · Polen                  | Jevgenij Frolov · Sovjetunionen     | Habib Galhia · Tunisien           |
| Lätt weltervikt Detaljer... | Jerzy Kulej · Polen                  | Jevgenij Frolov · Sovjetunionen     | Eddie Blay · Ghana                |
| Weltervikt Detaljer...      | Marian Kasprzyk · Polen              | Ričardas Tamulis · Sovjetunionen    | Pertti Purhonen · Finland         |
| Weltervikt Detaljer...      | Marian Kasprzyk · Polen              | Ričardas Tamulis · Sovjetunionen    | Silvano Bertini · Italien         |
| Lätt mellanvikt Detaljer... | Boris Lagutin · Sovjetunionen        | Joseph Gonzales · Frankrike         | Nojim Maiyegun · Nigeria          |
| Lätt mellanvikt Detaljer... | Boris Lagutin · Sovjetunionen        | Joseph Gonzales · Frankrike         | Józef Grzesiak · Polen            |
| Mellanvikt Detaljer...      | Valerij Popentjenko · Sovjetunionen  | Emil Schulz · Tyskland              | Franco Valle · Italien            |
| Mellanvikt Detaljer...      | Valerij Popentjenko · Sovjetunionen  | Emil Schulz · Tyskland              | Tadeusz Walasek · Polen           |
| Lätt tungvikt Detaljer...   | Cosimo Pinto · Italien               | Aleksej Kiseljov · Sovjetunionen    | Alexander Nikolov · Bulgarien     |
| Lätt tungvikt Detaljer...   | Cosimo Pinto · Italien               | Aleksej Kiseljov · Sovjetunionen    | Zbigniew Pietrzykowski · Polen    |
| Tungvikt Detaljer...        | Joe Frazier · USA                    | Hans Huber · Tyskland               | Giuseppe Ros · Italien            |
| Tungvikt Detaljer...        | Joe Frazier · USA                    | Hans Huber · Tyskland               | Vadim Jemeljanov · Sovjetunionen  |

## Medaljfördelning
| Medaljfördelning |               |      |        |       |        |
| Placering        | Nation        | Guld | Silver | Brons | Totalt |
| 1                | Sovjetunionen | 3    | 4      | 2     | 9      |
| 2                | Polen         | 3    | 1      | 3     | 7      |
| 3                | Italien       | 2    | 0      | 3     | 5      |
| 4                | USA           | 1    | 0      | 3     | 4      |
| 5                | Japan         | 1    | 0      | 0     | 1      |
| 6                | Tyskland      | 0    | 2      | 1     | 3      |
| 7                | Frankrike     | 0    | 1      | 0     | 1      |
| 7                | Sydkorea      | 0    | 1      | 0     | 1      |
| 7                | Filippinerna  | 0    | 1      | 0     | 1      |
| 10               | Bulgarien     | 0    | 0      | 1     | 1      |
| 10               | Finland       | 0    | 0      | 1     | 1      |
| 10               | Ghana         | 0    | 0      | 1     | 1      |
| 10               | Irland        | 0    | 0      | 1     | 1      |
| 10               | Mexiko        | 0    | 0      | 1     | 1      |
| 10               | Nigeria       | 0    | 0      | 1     | 1      |
| 10               | Tunisien      | 0    | 0      | 1     | 1      |
| 10               | Uruguay       | 0    | 0      | 1     | 1      |